# Goździcznik wycięty
Goździcznik wycięty (Petrorhagia prolifera) – gatunek rośliny z rodziny goździkowatych. Występuje w Europie środkowej i południowej (na północy po Danię i południową Szwecję), w północnej Afryce (od Tunezji po Maroko) i w południowo-zachodniej Azji (od okolic Kaukazu po Iran). Jako gatunek zawleczony i zdziczały występuje w Ameryce Północnej, w środkowej i wschodniej części USA. W Polsce gatunek nie jest zbyt pospolity – spotykany jest w części południowej z wyjątkiem Karpat, gdzie notowany jest rzadko w niższych położeniach, poza tym w części środkowej i zachodniej.

## Morfologia

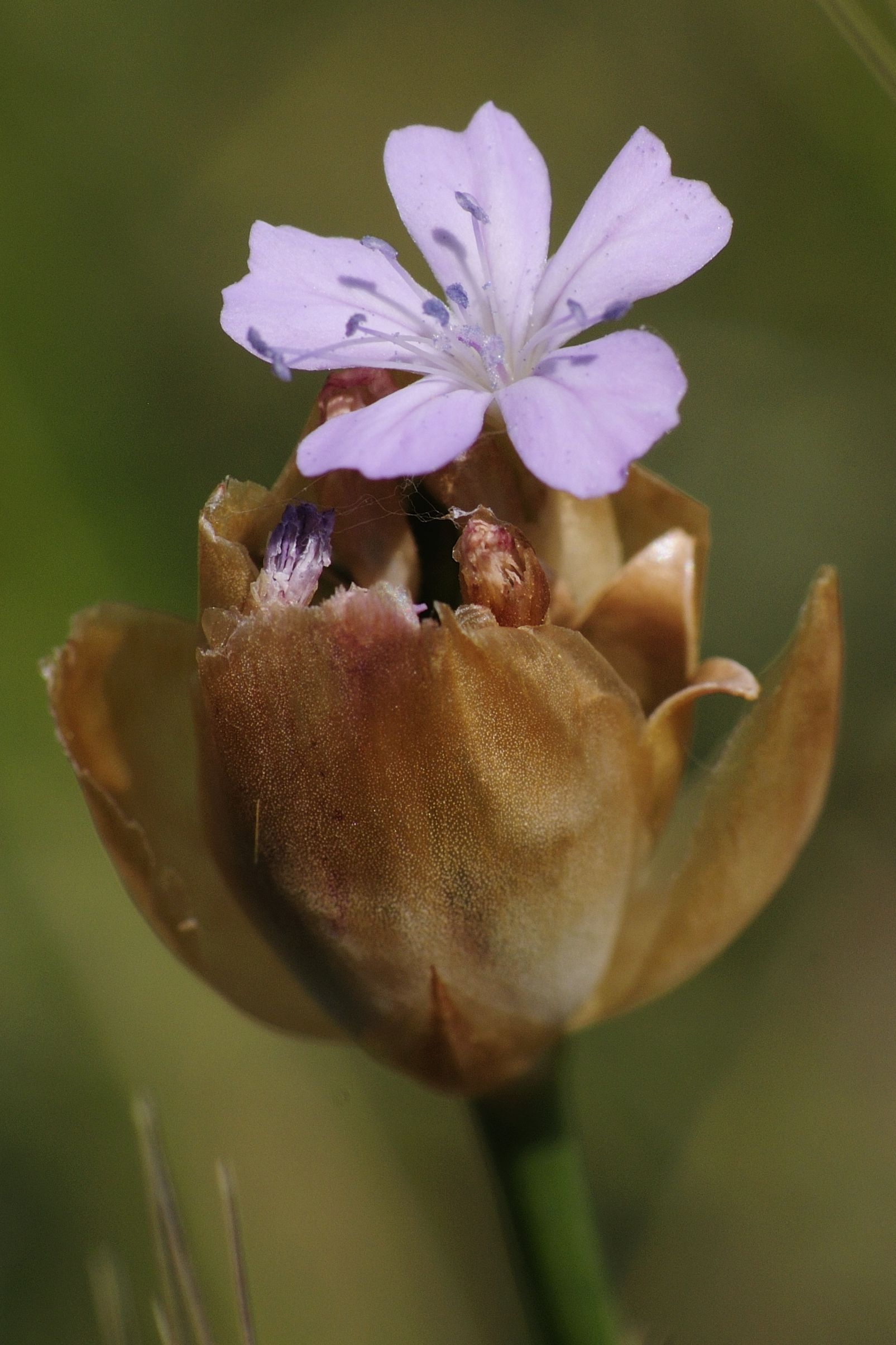
Kwiatostan

ŁodygaWyprostowana, naga, zwykle pojedyncza, o wysokości od ok. 15 do 40 cm.
LiścieNaprzeciwległe, równowąskie, do 40 mm długości i 2 mm szerokości. Na brzegu szorstkie.
KwiatyZebrane po kilka w główki lub rzadko wyrastają pojedynczo. Okryte są kilkoma parami skórzastych liści sięgających do szczytu kielicha. Ten osiąga do 10–13 mm długości, w górze jest błoniasty i 5-łatkowy. Płatki korony są czerwonofioletowawe, do 14 mm długości, na szczycie słabo wycięte i rozpostarte poziomo, w dole zwężone w paznokieć. Pręciki są niewiele dłuższe od paznokcia.
OwocTorebka pękająca 4 ząbkami. Zawiera płaskie nasiona.

## Ekologia
Występuje na murawach kserotermicznych. Jest gatunkiem charakterystycznym dla klasy zespołów Festuco-Brometea.